# Политические партии Мегхалаи
Основные партии, действующие в штате Мегхалая делятся не федеральные и региональные.
Федеральные.
Партии национального уровня составляют занимают большую долю мест в парламенте штата. Ведущей в Мегхалае является партия Индийский национальный конгресс (ИНК). Наблюдается усиление позиций партии Бхаратия Джаната (БЖ). Она слабо представлена в федеральном парламенте и в парламенте штата, но благодаря мощной поддержке президента штата и альянсам с несколькими правыми партиями, БЖ оказывает всё большее влияние на политический процесс в Мегхалае.
Региональные.
Региональные политические партии выражают интересы многочисленных этнических групп, населяющих Мегхалаю. Они были созданы с целью корректировать федеральный политический процесс с поправкой на нужды региона, поэтому сегодня являются реальным рупором общественного мнения, но не играют важной роли в парламентской системе штата. Однако из-за неразвитой инфраструктуры, недостаточного финансирования и организационных проблем региональные партии испытывают большие трудности с увеличением собственной поддержки. Кроме того критерием партийной дифференциации является  этнический принцип, что ведёт к яркой выраженной поляризации интересов. До тех пор пока в штате есть сепаратистские тенденции, ни одна из партий не имеет реального шанса стать главенствующей в регионе.
Список партий:
1) INC
Партия Индийский Национальный Конгресс - самая большая партия в Индии, первая в истории древней страны нерелигиозная, общенациональная и политическая организация. Социально неоднородна. Основана в 1885 году. Ещё в условиях британского господства от лояльной оппозиции английскому колониальному режиму перешла в 20-х гг. 20 века к активной борьбе за национальную независимость, превратившись в массовую партию. В условиях подъема национально-освободительного движения основой программы ИНК стали принципы гандизма. Во многом ореол Махатмы Ганди объясняет столь длительное присутствие ИНК на политической арене. Члены семьи Ганди по-прежнему стоят во главе партии.
Партия провозгласила собственную концепцию "общества социалистического образца", похожую по идеологии на западное социальное государство, которое предполагает мирное сотрудничество различных слоев населения при сохранении частной собственности и развитии государственного сектора. Она выступает за усиление секуляристских тенденций, против религиозно-кастовой и общинной розни, за территориальное единство страны, борьбу с безработицей, бедностью, неграмотностью, в поддержку продолжения либеральных экономических реформ, за международную политику мира и дружбы со всеми странами.
2) UDP
Объединённая Демократическая Партия выступает в защиту прав и свобод племён, проживающих на территории штата. В цели партии входит развитие сферы образования на основе современных технологий среди населения штата в целом, и среди племён в особенности. Партия борется также за укрепление их безопасности и сохранение идентичности.
3) NCP
Партия Националистский Конгресс позиционирует себя как прогрессивную секулярную партию. Националистский конгресс вопреки своему названию выступает за этническое равенство, демократию, гандистский секуляризм, равенство, социальную справедливость и федерализм. Члены NCP яростно критикуют Бхаратия Джаната партию, за то что самые радикальные её сторонники, индусы в своё время разрушали мечети и храмы, разжигали кровопролитные религиозные конфликты. Немедленное прекращение всякой розни на религиозной почве видится необходимым условием построения демократической Мегхалаи и всей Индии. Логотипом партии является будильник.
4) HSPDP
Народно-демократическая Партия Штата Хиллс выступает за расширение социальных программ. В 2008 году партия критиковала политику правительства в области добычи полезных ископаемых, находя в ней выгоду для богатых и угнетение для бедных.
5) BJP
Бхаратия Джаната Партия — это праволиберальная, коммуналистская, то есть построенная на религиозно-общинной основе, партия, образованная сторонниками бывшей религиозно-шовинистической партии Бхаратия джан сангх. Когда мы говорим о БДП, под ней следует подразумевать другую организацию Индии — «Раштрию сваямсевак сангх», которая является индусской религиозно-национальной организацией, поэтому участвовать в политике от своего имени она не может. Идеология её сторонников враждебна по отношению к другим религиям, в первую очередь к исламу и христианству. Именно она на протяжении практически всего XX века негласно создавала политические партии и выдвигала их на выборах, стараясь возвести сильную оппозицию Индийскому Национальному Конгрессу. Бхаратия Джаната Партия подогревает этнорелигиозные настроения, не раз инициировала кровопролитные столкновения на религиозной почве. Таким образом, если ИНК артикулирует интересы всех индийцев, то за БДП голосуют исключительно индусы. Поскольку в штате Мегхалая более 70% населения исповедуют христианство, позиции БДП как партии индуизма здесь слабы.
6) KHNAM
Национальное Пробудительное Движение Кхун Гинниевтреп спонсируется студенческим союзом кхаси, выражает интересы народности кхаси, проживающей в штате.